# David Pasquesi
David Pasquesi, né le 22 décembre 1960 à Chicago, dans l'Illinois, est un acteur et humoriste américain.

## Filmographie

### Cinéma
- 1987 : Electric Blue : Sophomore
- 1991 : Heaven Is a Playground : le secrétaire de l'hôpital
- 1991 : Le Père de la mariée : Hanck
- 1993 : Un jour sans fin : le psychiatre
- 1993 : Le Fugitif : le journaliste
- 1994 : Tueurs nés : un cadreur
- 1994 : Les Maîtres du monde : Vargas
- 1995 : Stuart sauve sa famille : Tollefson
- 1996 : Poursuite : Al Vanzetti
- 1998 : Temporary Girl : Paul le mari de Jeannette
- 2000 : Droit au cœur : Tony
- 2000 : The Watcher : Norton
- 2002 : Joshua : Eli Cohen
- 2003 : Nobody Knows Anything! : Jimmy
- 2004 : L'Employé du mois : Kyle Lacopa
- 2005 : Strangers with Candy : Stew
- 2005 : Faux Amis : le conseiller Williams
- 2006 : I Want Someone to Eat Cheese With : Luca Giancarlo
- 2008 : Jeux de dupes : le présentateur en voix-off
- 2009 : Tapioca : Lothario
- 2009 : Anges et Démons : Claudio Vincenzi
- 2009 : L'An 1 : Des débuts difficiles : le Premier Ministre
- 2010 : Something Better Somewhere Else : le boss et Papa
- 2011 : The Moleman of Belmont Avenue : Dave l'hermite
- 2012 : To Rome with Love : Tim
- 2012 : Close Quarters : Cary
- 2013 : Hell Baby : Cardinal Vicente
- 2015 : This Isn't Funny : Christoffer Anderson
- 2015 : Bloomin Mud Shuffle : Frère Tony
- 2015 : Open Tables : Dean Ponder
- 2017 : Kings : Howard
- 2018 : Imperfections : Rod
- 2020 : Monuments : Jim
- 2021 : Later Days : DJ Shades
- 2021 : Waldo, détective privé : Darius Jamshidi
- 2022 : Good Guy with a Gun : Philip
- 2022 : Mother of War : le roi Charles Albert
- 2023 : Le proprietà dei metalli : Prof. Moretti

### Télévision
- 1990 : Cher John : Smoke-Ender (1 épisode)
- 1991 : Dream On : Alex (1 épisode)
- 1993 : Missing Persons (1 épisode)
- 1996 : Common Law : Henry Beckett (5 épisodes)
- 1998 : Demain à la une : Orville (1 épisode)
- 1999-2000 : Strangers with Candy : Stew (4 épisodes)
- 2002 : Larry et son nombril : Dr Blore
- 2003 : Les Années campus : Professeur Beyser (1 épisode)
- 2005 : According to Jim : Dave (2 épisodes)
- 2008 : Factory : Smitty (6 épisodes)
- 2009 : The Beast : Dr Warren Shelby (1 épisode)
- 2011-2012 : Boss : Jack Bentley (5 épisodes)
- 2012-2013 : Mob Doctor : Dr Ian Flanigan (9 épisodes)
- 2013-2019 : Veep : Andrew Meyer (15 épisodes)
- 2016 : The Jamz : Kasey (4 épisodes)
- 2016 : Easy : Dave (1 épisode)
- 2017-2018 : Superior Donuts : Lou (2 épisodes)
- 2018 : Empire : le poseur de briques (1 épisode)
- 2018 : Madam Secretary : le premier ministre italien Enzo Moretti (1 épisode)
- 2013-2019 : Chicago Fire : Erik McAuley (3 épisodes)
- 2018-2019 : Lodge 49 : Blaise St. John (20 épisodes)
- 2021-2022 :  le Livre de Boba Fett : majordome de Mok Shaiz (5 épisodes)
- At Home with Amy Sedaris : Tony Pugnalata (10 épisodes)
- She-Hulk : Avocate : M. Immortel